# Rue Simone-Weil
Ne doit pas être confondu avec Place de l'Europe - Simone Veil (Paris).
La rue Simone-Weil est une voie du 13e arrondissement de Paris, en France.

## Situation et accès

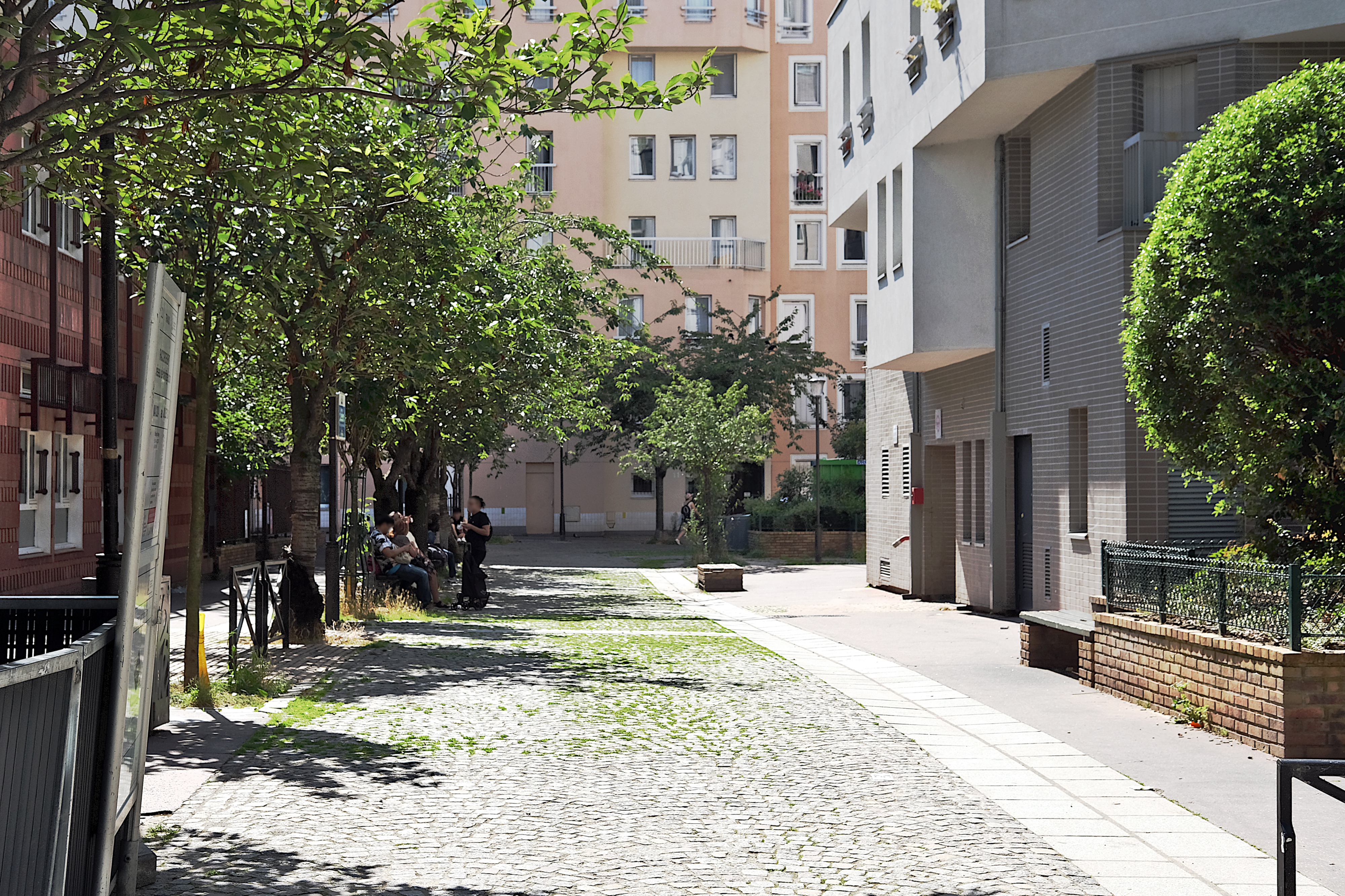
La rue vue depuis l'avenue d'Ivry.

## Origine du nom
Elle porte le nom de la philosophe, humaniste, écrivaine  et militante politique française, Simone Weil.

## Historique
La voie est créée entre 1976 et 1979 dans le cadre de l'aménagement de la zone d'aménagement concerté (ZAC) Baudricourt, sous le nom provisoire de « voie AW/13 », et prend sa dénomination actuelle le 15 septembre 1982.

## Bâtiments remarquables et lieux de mémoire
- Une des entrées du jardin Baudricourt.

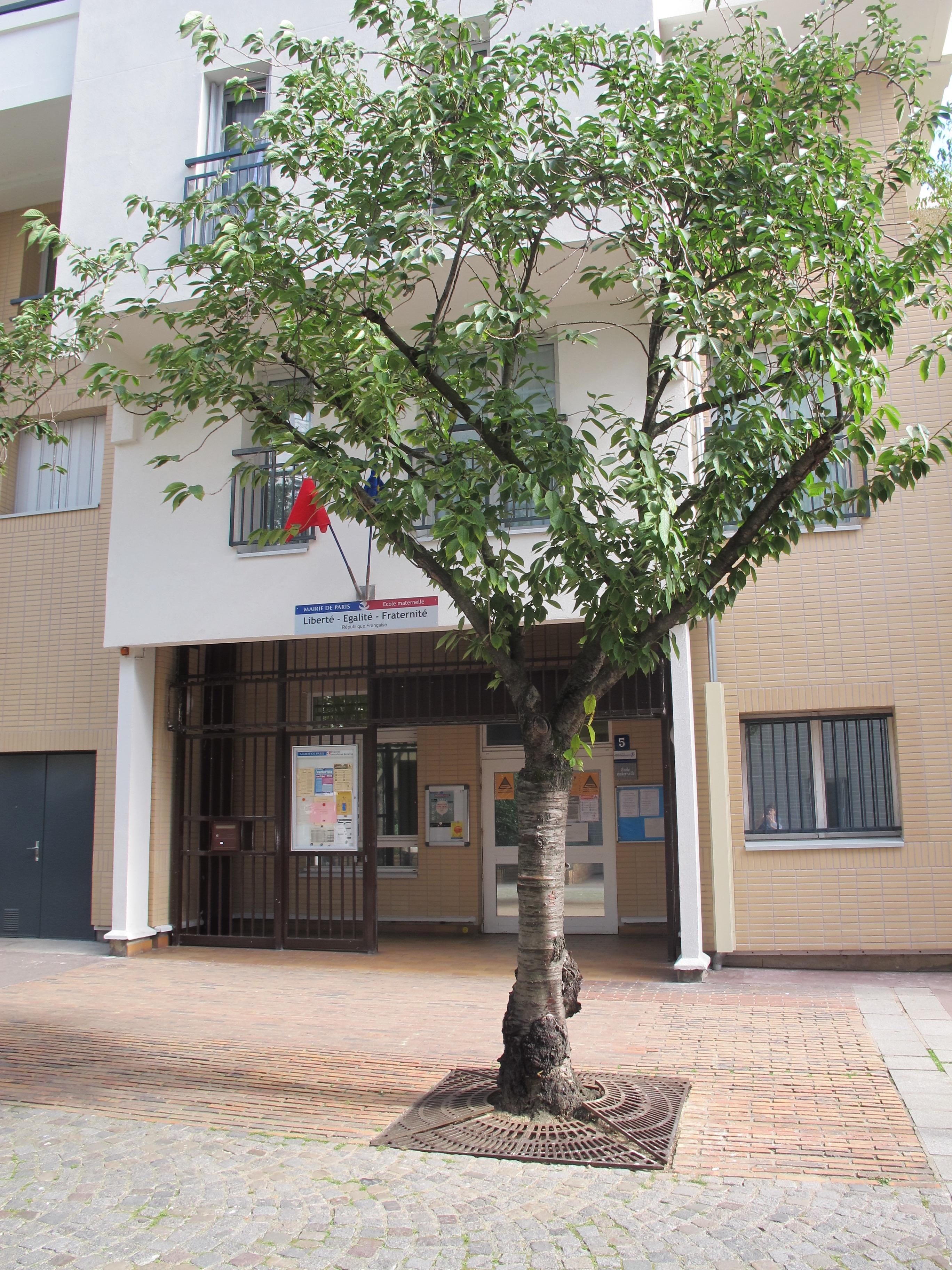
École maternelle au no 5.
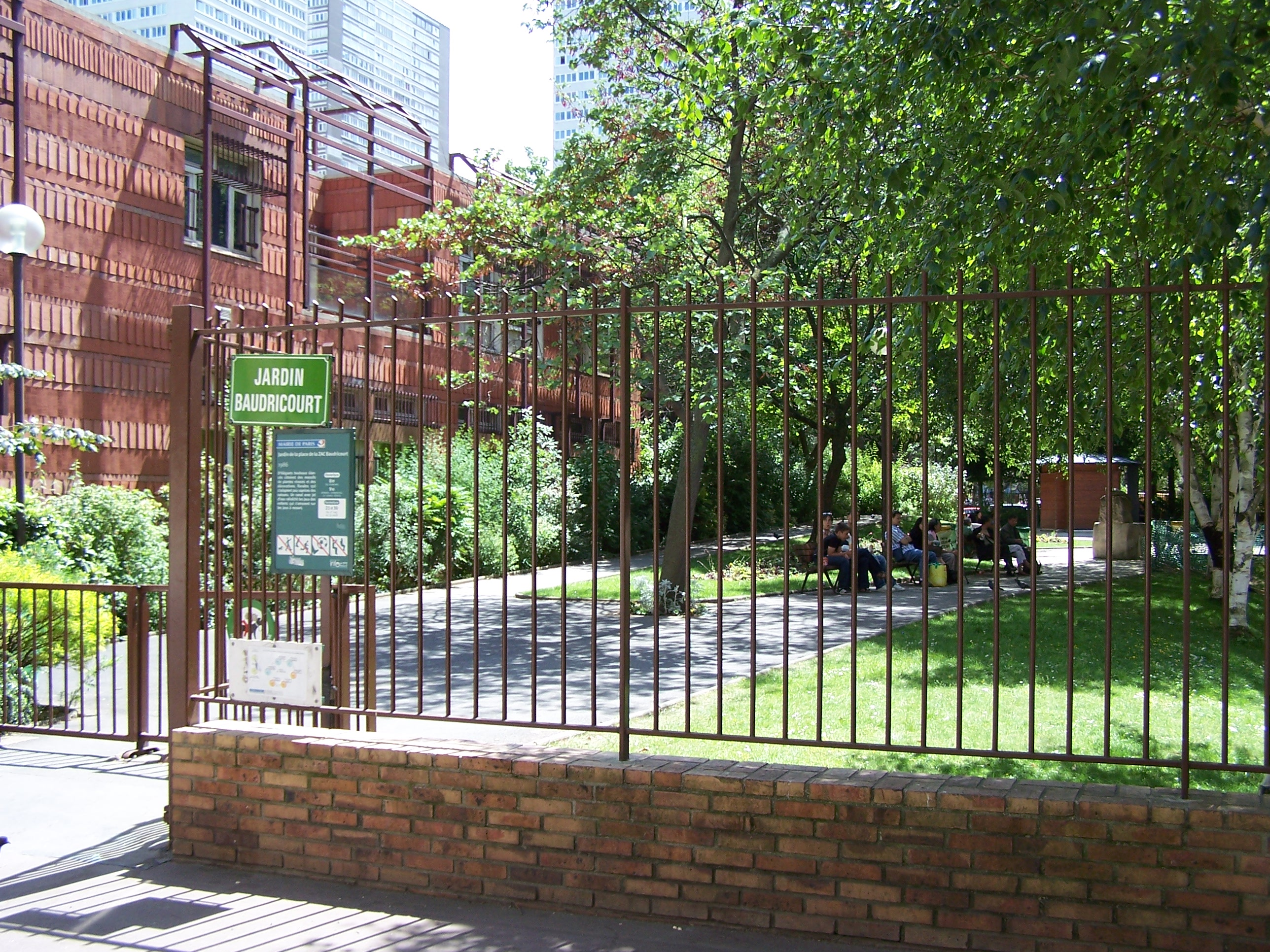
Entrée du jardin Baudricourt.